# 2017年11月逝世人物列表
2017年逝世人物列表：1月 - 2月 - 3月 - 4月 - 5月 - 6月 - 7月 - 8月 - 9月 - 10月 - 11月 - 12月
2017年11月逝世人物列表，是用於匯總2017年11月期間逝世人物的列表。

## 依日期排序

### 30日
- 索爾·貝利（英语：Sol Bellear），66歲，澳大利亞土著權利活動家。[1]
- 阿朗·熱敘亞（英语：Alain Jessua），85歲，法國電影導演和編劇。[2]

### 29日
- 貝爾米羅·德阿澤維多（英语：Belmiro de Azevedo），79歲，葡萄牙木材生產高管，蘇納伊（英语：Sonae）創辦人。[3]
- 斯洛博丹·普拉亚克，72岁，波黑克罗地亚族将领，服毒自尽。[4]
- P·瓦盧爾披盧文（英语：P. Vallalperuman），67歲，印度政治人物，死於心臟病。[5]
- 許良宇，39歲，臺灣企業家、律師，台灣紙業股份有限公司董事長、ViVa TV董事長，死於意外事故。[6]

### 28日
- 約瑟夫·N·克勞利（英语：Joseph N. Crowley），84歲，美國學術行政官員，前內華達大學雷諾分校校長，死於肺炎。[7]
- 帕特里西亞·加萬喬（英语：Patrícia Gabancho），65歲，阿根廷裔西班牙作家和記者，死於肺癌。[8]
- 宋胡窕容，100歲，台灣政治人物宋楚瑜的母親。[9]
- 陈吉余，97岁，中国河口海岸学家，中国工程院院士。[10]

### 27日
- 夢參長老，102岁，中国佛教僧人。[11]
- 盧瓦克·布瓦爾（英语：Loïc Bouvard），88歲，法國政治人物，前法國國民議會議員。[12]
- 沃倫·斯萬納斯（英语：Warren Spannaus），86歲，美國律師和政治人物，前明尼蘇達州總檢察長（英语：List of Attorneys General of Minnesota），死於癌症併發症。[13]
- 陆钟武，88岁，中国冶金热能工程和工业生态学专家，中国工程院院士。[14]

### 26日
- 侯波，93岁，中国女摄影家。[15]
- 瘦菊子（本名翁嘉銘），55歲，台灣棒球球評、音樂人。[16]
- 阿曼多·哈特（英语：Armando Hart），87歲，古巴政治人物，死於呼吸衰竭。[17]
- 蒂莫西·斯坦普斯（英语：Timothy Stamps），81歲，威爾士裔津巴布韋政治人物，前衛生部部長（英语：Ministry of Health and Child Welfare (Zimbabwe)），死於肺部感染。[18]
- 格奥尔格·伊格尔斯（英语：Georg Iggers），90岁，美国历史学家。[19]

### 25日
- 羅薩里奧·格林（英语：Rosario Green），76歲，墨西哥經濟學家、外交官和政治人物，前外交部部長（英语：Secretariat of Foreign Affairs (Mexico)）和墨西哥参议院議員。[20]
- 約翰·M·盧埃林（英语：John M. Lewellen），87歲，美國政治人物，前阿肯色州众议院議員。[21]
- 爱德华·福吉（英语：Edward Fudge），73岁，美国神学家。[22]
- 張綠萍，77歲，香港消費者委員會首任總幹事，藝人張國榮胞姊，死於肺病。[23][24]
- 兰斯·霍华德，89岁，美国演员，死於心力衰竭。[25]
- 伯莎·卡洛维（英语：Bertha Calloway），92岁，美国历史学家和博物馆学家，大平原黑人历史博物馆（英语：Great Plains Black History Museum）创始人，死于肺炎。[26]
- 史蒂夫·道斯波特（英语：Steve Doszpot），69岁，出生于匈牙利的澳大利亚政治家，澳大利亚首都地区立法议会（英语：Australian Capital Territory Legislative Assembly）成员，肝癌。[27]

### 24日
- 安吉爾·伯爾尼（英语：Ángel Berni），86歲，巴拉圭足球運動員。[28]
- 尼爾·吉爾曼（英语：Neil Gillman），84歲，加拿大裔美國拉比和哲學家。[29]
- 米格爾·阿爾弗雷多·岡薩雷斯（英语：Miguel Alfredo González），34歲，古巴棒球選手，曾效力於美國職棒大聯盟費城費城人隊，死於車禍。[30]

### 23日
- 艾倫·哈里斯（英语：Allan Harris），74歲，英國足球運動員（女王公园巡游者、切尔西）。[31]
- 克雷格·蒂斯岑（英语：Craig Tieszen），79歲，美國政治人物，前南达科他州参议院與众议院議員，淹死。[32]
- 张阳，66岁，中华人民共和国中央军事委员会委员、中共中央军事委员会原委员、中央军委政治工作部原主任，自缢身亡[33]。

### 22日
- 張慕皚，76歲，香港神職人員，九龍城浸信會前主任牧師及建道神學院前院長。[34]
- 薩爾瓦多·E·卡斯拉斯（英语：Salvador E. Casellas），82歲，波多黎各法官，前美国波多黎各联邦地区法院法官。[35]
- 方逸華（原名李夢蘭），83歲，香港企業家，電視廣播有限公司非執行董事。[36]
- 莫里斯·欣奇（英语：Maurice Hinchey），79歲，美國政治人物，前美國眾議院紐約州第二十六及第二十二國會選區代表議員。[37]
- 德米特裡·赫沃羅斯托夫斯基（俄語：Дмитрий Хворостовский），56歲，俄羅斯人民藝術家，歌劇男中音歌唱家，有“俄羅斯第一男中音”盛譽。因腦腫瘤在倫敦病逝。[38]
- 黃泰榮（朝鲜语：황태영），56歲，韓國金融家。[39]
- 倪其道，77岁，中国教师，中国科学技术大学应用化学系教授。[40]
- 吕必松，82岁，中国语言学家、语言教育家、对外汉语教学泰斗，原北京语言学院（现北京语言大学）院长。[41]

### 21日
- 黄素影，98岁，中国演员，自然去世。[42]
- 圖克斯伯里的巴伯男爵德里克·巴伯（英语：Derek Barber, Baron Barber of Tewkesbury），99歲，英國終身貴族，前英國上議院議員。[43]
- 大衛·卡西迪（英語：David Cassidy），67歲，美國1970年代偶像歌手，演員。代表作為《鷓鴣家庭（英语：The Partridge Family）》。死於多重器官衰竭。[44]
- 哈里·布萊米爾斯（英语：Harry Blamires），101歲，英國聖公會神學家、文學評論家和小說家。[45]

### 20日
- 特里·格倫（英语：Terry Glenn），43歲，美國美式足球運動員（新英格兰爱国者、绿湾包装工、达拉斯牛仔），死於交通意外。[46]
- 維克托·伊波利托·馬丁內斯（英语：Víctor Hipólito Martínez），92歲，阿根廷律師和政治人物，前阿根廷副總統。[47]
- 侯武忠，55歲，台灣澎湖縣醫師、最年輕的醫療奉獻獎得主。[48]

### 19日
- 安德烈阿·科尔德罗·兰扎·迪·蒙特泽莫洛（義大利語：Andrea Cordero Lanza di Montezemolo），92歲，義大利籍天主教樞機主教。[49]
- 戴振耀，69歲，台灣農運、政治人物，曾任立法委員、行政院農業委員會副主委。[50]
- 克勞迪奧·巴斯（英语：Claudio Báez），69歲，墨西哥演員和歌手。[51]
- 亞歷克斯·費尼丘卡·埃誇姆（英语：Alex Ifeanyichukwu Ekwueme），85歲，尼日利亞政治人物，前副總統（英语：Vice President of Nigeria）。[52]
- 查爾斯·曼森（英語：Charles Manson），83歲，美國罪犯及音樂人。[53]
- 雅娜·诺沃特娜（捷克語：Jana Novotná），49歲，捷克網球運動員，死於癌症。[54]
- 汤吉夫，80歲，中國作家。[55]
- 曹楚生，91岁，中国水工结构专家，中国工程院院士。[56]

### 18日
- 彭世贵，54岁，中国作家、新闻工作者，中国作家协会会员，湖南省湘西州团结报社副刊部原主任。[57]
- 鮑伯·博科斯基（英语：Bob Borkowski），91歲，美國棒球選手（芝加哥小熊、辛辛那提紅人、布魯克林道奇（英语：History of the Brooklyn Dodgers））。[58]
- 丹尼爾·赫加迪（英語：Daniel Hegarty），31歲，英國電單車賽車運動員。在第64屆澳門格蘭披治大賽車電單車賽中在漁翁灣段失控撞攔身亡。[59]
- 尤素福·韋德拉奧果（法語：Youssouf Ouédraogo），64歲，布吉納法索政治人物，前總理。[60]
- 纳伊姆·苏莱曼奥卢（土耳其語：Naim Süleymanoğlu），50岁，土耳其举重运动员。[61]
- 馬爾科姆·楊（英語：Malcolm Young），64岁，澳大利亚音乐家，AC/DC原吉他手、创始人之一。[62]

### 17日
- J·C·卡羅林（英语：J. C. Caroline），84歲，美國美式足球運動員（芝加哥熊）。[63]
- 德君翰·埃芬迪（英语：Djohan Effendi），78歲，印尼政治人物及活動家，前印尼國務秘書長（英语：Ministry of State Secretariat (Indonesia)）。[64]
- 薩爾瓦托雷·里納（義大利語：Salvatore Riina），87歲，義大利黑幫人物、前西西里黑手黨教父。[65]

### 16日
- 鶴弘美（日語：鶴 ひろみ），57歲，日本聲優，死於主动脉夹层。[66]
- 馬玉山，83歲，台灣企業家、冠德建設集團總裁。[67]
- 蕭天讚，83歲，中華民國政治人物，曾任法務部長等職。[68]
- 杜比亞斯·埃維加（英语：Tobias Enverga），61歲，菲律賓裔加拿大國會議員。在前往哥倫比亞的議會之旅途中突然去世。[69]
- 沃爾·法伊夫（英语：Wal Fife），88歲，澳洲政治人物及商人，前澳大利亚议会議員、財政部部長、教育部部長（英语：Minister for Education and Training）與航空部部長（英语：Minister for Infrastructure and Regional Development (Australia)）。[70]
- 埃里克·邁斯（荷蘭語：Erik Meijs），26歲，荷蘭男子羽毛球運動員。[71]
- 格雷格·史坦德里吉（英语：Greg Standridge），50歲，美國政治人物，前阿肯色州参议院議員。[72]
- 陈景三，中国人民解放军将领。[73]
- 张孝杰，47岁，中国诗人，中国作家协会会员，河南省开封市通许县农机局原局长。[74]

### 15日
- 小大衛·S·坎寧安（英语：David S. Cunningham Jr.），82歲，美國政治人物，前洛杉磯市議會（英语：Los Angeles City Council）議員，死於癌症。[75]
- 利尔·皮普（英語：Lil Peep），21岁，美国饶舌歌手。服用藥物過量而死。[76]
- 哈馬德·恩迪庫馬納（英语：Hamad Ndikumana），39歲，盧旺達足球運動員。[77]
- 陶其敏，86岁，中国病毒性肝炎防治事业先驱，中国病毒性肝炎免疫学检验的奠基人，北京大学肝病研究所首任所长、名誉所长，教授。[78]

### 14日
- 蕭灼基，83歲，中國經濟學家。[79]
- 侯宗宾，88岁，中共中央纪委原副书记。[80][81]
- 陆力行，101岁，开国中将余立金夫人、红军老战士。[82]
- 李大鎔（韓語：이대용），91歲，韓國將領及外交官。[83]
- 徐仁錫（朝鲜语：서인석 (1926년)），91歲，韓國政治人物，前韓國國務總理秘書室長（朝鲜语：대한민국의 국무총리비서실장）。[84]
- 比爾·卡什莫爾（英语：Bill Cashmore），56歲，英國演員（《火眼金睛（英语：Brass Eye）》、《有趣的拳（英语：Fist of Fun）》）。[85]
- 沃爾夫岡·施賴爾（英语：Wolfgang Schreyer），89歲，德國作家。[86]

### 13日
- 露林頓的哈欽森男爵傑里米·哈欽森（英语：Jeremy Hutchinson, Baron Hutchinson of Lullington），102歲，英國律師和終身貴族。[87]
- 雅尼斯·卡普西斯（英语：Yannis Kapsis），88歲，希臘記者（《新聞（英语：Ta Nea）》）和政治人物，前希臘外交部副部長（英语：Minister for Foreign Affairs (Greece)）。[88]
- 乌兰木伦，82歲，中央纪委驻原对外经济贸易部纪检组组长、原对外经济贸易部党组成员、原新华社香港分社副社长[89]
- 杨小石，94岁，中国英语教育家，上海外国语大学英语学院教授。[90]

### 12日
- 王令愉，68岁，中国法国史研究会副会长，华东师范大学历史系教授。[91]
- 李奇貞（朝鲜语：리치젠），93歲，韓國慰安婦。[92]
- 米歇爾·查普伊斯（英语：Michel Chapuis (organist)），87歲，法國古典風琴師和教育家。[93]
- 伊迪絲·薩維奇-詹寧斯（英语：Edith Savage-Jennings），93歲，美國民權活動家。[94]
- 許盛茂，年龄不详，台湾萬國幫主要掌權者、萬國公司董事長（告別式日期）。[95]
- 溫蒂·佩珀（英语：Wendy Pepper），53歲，美國時裝設計師，《天橋驕子》第一季參賽設計師之一，癌症[96]。

### 11日
- 黄士松，98岁，中国气象学家和气象教育家，南京大学教授。[97]
- 基爾提·尼迪·比斯塔（英语：Kirti Nidhi Bista），90歲，尼泊爾政治人物，前尼泊爾王國首相，死於癌症。[98]
- 卡洛斯·迪瓦爾（英语：Carlos Dívar），75歲，西班牙法官，前西班牙國家法院（英语：Audiencia Nacional (Spain)）首席法官、司法總委員會（英语：General Council of the Judiciary）主席及西班牙最高法院首席法官。[99]

### 10日
- 莫尼斯·班德拉（英语：Moniz Bandeira），81歲，巴西政治學家，歷史學家和詩人。[100]
- 尼爾·克利爾漢（英语：Neil Clerehan），94歲，澳洲建築師。[101]

### 9日
- 格雷特·貝格特（英语：Grete Berget），63歲，挪威政治人物，前兒童平等及社會融合部長（英语：Minister of Children, Equality and Social Inclusion），死於癌症。[102]
- 穆罕默德·易卜拉欣·喬伊諾（英语：Muhammad Ibrahim Joyo），102歲，巴基斯坦作家和學者。[103]
- 卢乐山，100岁，中国幼儿教育家，北京师范大学教育学部教授。[104]

### 8日
- 趙鼎權（朝鲜语：조정권），68歲，韓國詩人。[105]
- 安東尼奧·卡魯齊奧（英语：Antonio Carluccio），80歲，意大利廚師、餐館老闆和電視節目主持人（《贪嘴意大利（英语：Two Greedy Italians）》）。[106]
- 讓-皮埃爾·普約爾（英语：Jean-Pierre Pujol），76歲，法國政治人物，前熱爾省第一選區（英语：Gers's 1st constituency）國民議會議員與诺加罗市長。[107]
- 丹尼爾·佛羅雷斯（英语：Daniel Flores），17歲，委內瑞拉棒球選手，死於癌症併發症。[108]
- 吳詠寧，26歲，中國「高空極限運動第一人」，在挑戰湖南長沙高樓失敗墮樓身亡。[109]

### 7日
- 羅伯特·德·科米爾（英语：Robert De Cormier），95歲，美國作曲家和指揮家（貝拉方提民歌手（英语：The Belafonte Folk Singers））。[110]
- 洛伊·哈勒戴（英語：Roy Halladay），40歲，前美國職業棒球運動員，死於航空事故。[111]
- 卡爾·薩金特（英语：Carl Sargeant），49歲，威爾士政治人物，前威爾斯國民議會議員。[112]
- 杨同彦，56歲，中國作家、异议人士，笔名杨天水，死於腦腫瘤。[113]

### 6日
- 阿卜杜勒·阿齊茲·本·法赫德（英语：Abdul Aziz bin Fahd），44歲，沙特王子。[114]
- 凱琳·多爾（英语：Karin Dor），79歲，德國女演員，唯一一位德國籍龐德女郎。[115]
- 理查德·戈尔登（英語：Richard Gordon），88岁，美国宇航员，阿波罗12号飞行员。[116]
- 傑克斯·蘭德里爾（英语：Jacques Landriault），96歲，加拿大羅馬天主教主教，前天主教赫斯特教区及蒂明斯教區主教。[117]
- 尹誠敏（韓語：윤성민），92歲，韓國軍人，前合同參謀議長（朝鲜语：대한민국의 합동참모의장）及国防部长。[118]
- 许敬义，59岁，中国演员，央视版《水浒传》矮脚虎王英的扮演者。[119]
- 石玉春，81岁，中国放射性物探地质学家，南京大学地球科学与工程学院教授。[120]
- 刘建康，100岁，中国鱼类学、生态学家，中国科学院院士。[121]
- 马桂宁，78岁，全国劳动模范、原上海第一百货营业员。[122]

### 5日
- 卞禎洙（朝鲜语：변정수 (법조인)），87歲，韓國法學家。[123]
- 倫佐·卡萊加里（英语：Renzo Calegari），84歲，意大利漫畫家（《西方歷史（英语：Storia del West）》），死於中風。[124]
- 羅賓·埃塞爾（英语：Robin Esser），84歲，英國報紙高管（《星期日快報》、《每日郵報》）。[125]
- 楊同彥，56歲，中國異見人士，作家，中国民主党苏皖党部筹组人。。[126]

### 4日
- 鄭清文，85歲，台灣作家。[127]
- 伍松乔，69岁，四川日报高级编辑，中国作家协会会员，巴蜀文化学者。[128]
- 伊莎貝爾·格拉納達（英语：Isabel Granada），41歲，菲律賓女演員和歌手，死於動脈瘤。[129]
- 塔利斯（英语：Tallys），30歲，巴西足球運動員（派桑杜），死於交通意外。[130]

### 3日
- 加埃塔諾·巴迪尼（英语：Gaetano Bardini），91歲，意大利歌劇歌手，死於心臟病。[131]
- 埃德·弗拉納根（英语：Ed Flanagan (politician)），66歲，美國政治人物，前佛蒙特州參議院（英语：Vermont Senate）議員。[132]
- 瓦茨拉夫·里德博赫（英语：Václav Riedlbauch），70歲，捷克作曲家、教育家、經理人和政治人物，前文化部部長。[133]

### 2日
- 威廉·蘭多（英语：William Landau），93歲，美國神經內科醫生。[134]
- 迪娜·瓦迪亞（英语：Dina Wadia），98歲，印度政治人物，穆罕默德·阿里·真納獨生女，肺炎。[135]
- 卢炬甫，70岁，中国天体物理学家，厦门大学教授，第九、十、十一届全国政协委员。[136]
- 青島利幸（日語：青島 利幸），56歲，日本放送作家、作詞家，父親青島幸男曾任東京都知事。[137]

### 1日
- 布拉德·布芳達（英语：Brad Bufanda），34歲，美國演員。[138]
- 謝爾蓋·雷日科夫（英语：Serhiy Ryzhkov），59歲，烏克蘭造船工人和生態學家。[139]
- 詹姆斯·泰尤恩（英语：James Tayoun），87歲，美國政治人物，前宾夕法尼亚州众议院議員。[140]